# Міжнародний стадіон короля Салмана
Міжнародний стадіон імені короля Салмана (араб. ملعب الملك سلمان الدولي, трансліт. maleabʿ al-malik salman ad-duwali) — запланований багатоцільовий стадіон з великими спортивними спорудами та можливістю проведення заходів світового рівня, який стане найбільшим в рамках проєкту Парк короля Абдулазіза в Ер-Ріяді, Саудівська Аравія, Близький Схід. Один із стадіонів чемпіонату світу з футболу 2034 року, стадіон планується місткістю 92 000 осіб, на якому відбудуться відкриття та фінал.
Місце проведення названо на честь нинішнього короля Саудівської Аравії Салмана ібн Абдулазіза Аль Сауда.

## Описання
Будівництво стадіону має розпочатися у 2025 році. Відкриття відбудеться у 4 кварталі 2029 року. Після завершення чемпіонату світу стадіон має стати домашньою ареною національної збірної Саудівської Аравії.
На стадіоні буде розташовано Королівський люкс на 150 місць, 120 розкішних гостьових люксів, 300 VIP-місць та 2 200 місць для почесних гостей, з урахуванням мети Saudi Vision 2030.
Стадіон спроєктований компанією Populous, ідеї якої базуються на культурній спадщині та природних ландшафтах Саудівської Аравії. Розташування Міжнародного стадіону імені короля Салмана планується в безпосередній близькості від Міжнародного аеропорту імені Короля Халіда та станції метро Ер-Ріяд, що ще більше зміцнить його позиції як основного транзитного пункту в країні.